# Wolfgang Friedmann
Wolfgang Gaston Friedmann (25 de janeiro de 1907, Berlim, Prússia – 20 de setembro de 1972, Manhattan, Nova Iorque, EUA) foi um jurista Têuto-americano. Especializado em direito internacional, ele foi membro do corpo docente da Columbia Law School.
Nascido em Berlim, Friedmann encerrou seus estudos de direito na Universidade Humboldt de Berlim em 1930. Era judeu, e fugiu aos Estados Unidos após a ascensão de Hitler ao poder na Alemanha. Em 1955, ele se tornou professor de direito internacional na Universidade de Columbia. Em 1972, morreu ao ser assaltado próximo ao campus da Columbia em Manhattan. O Prêmio Memorial Wolfgang Friedmann é presenteado anualmente em sua honra desde 1974.

## Biografia
Wolfgang Friedmann nasceu em 1907 em Berlim. Foi criado na Alemanha e se formou em direito pela Universidade Humboldt de Berlim em 1930. Foi advogado e posteriormente juiz trabalhista em 1933. Em 1934, emigrou para Londres após a ascensão do partido nazista ao poder na Alemanha e se tornou cidadão britânico. Tornou-se mestre em direito (LL.M.) em 1947 e doutor em direito em 1949. Especializou-se em direito internacional e trabalhou como palestrante na Universidade de Londres e professor nas Universidades de Melbourne e de Toronto. De 1955 à sua morte, foi professor de direito internacional e diretor de pesquisa jurídica internacional na Universidade de Columbia, em Nova Iorque, nos EUA. Em 1961 ele foi eleito à Academia de Artes e Ciências dos Estados Unidos. Em 1972, morreu ao ser assaltado próximo ao campus da Columbia em Manhattan. Era casado desde 1937 e teve três filhos.

## Leitura complementar
- Bell, John. «Wolfgang Friedmann (1907–1972), with an Excursus on Gustav Radbruch (1878–1949)». Jurists Uprooted: German-speaking Émigré Lawyers in Twentieth-century Britain. [S.l.: s.n.] ISBN 0-19-927058-9